# Virbalis
Virbalis est une ville de la municipalité du district de Vilkaviškis, en Lituanie. Elle se situe à 12 km à l'ouest de Vilkaviškis.

## Histoire
Du mois de juillet à l'automne 1941, un Einsatzgruppen d'Allemands et de nationalistes lituaniens assassine la communauté juive de la ville et du village voisin de Kybartai. Les exécutions de masse font 670 à 700 victimes. Un mémorial est érigé sur le site du massacre.